# Acacia argyrophylla
Acacia argyrophylla är en ärtväxtart som beskrevs av William Jackson Hooker. Acacia argyrophylla ingår i släktet akacior, och familjen ärtväxter. Inga underarter finns listade i Catalogue of Life.